# Hawke's Bay United
El Hawke's Bay United és un club de futbol neozelandès de Napier. L'equip participa en el Campionat de Futbol de Nova Zelanda o ASB Premiership i l'estadi local és el Park Island.

## Història

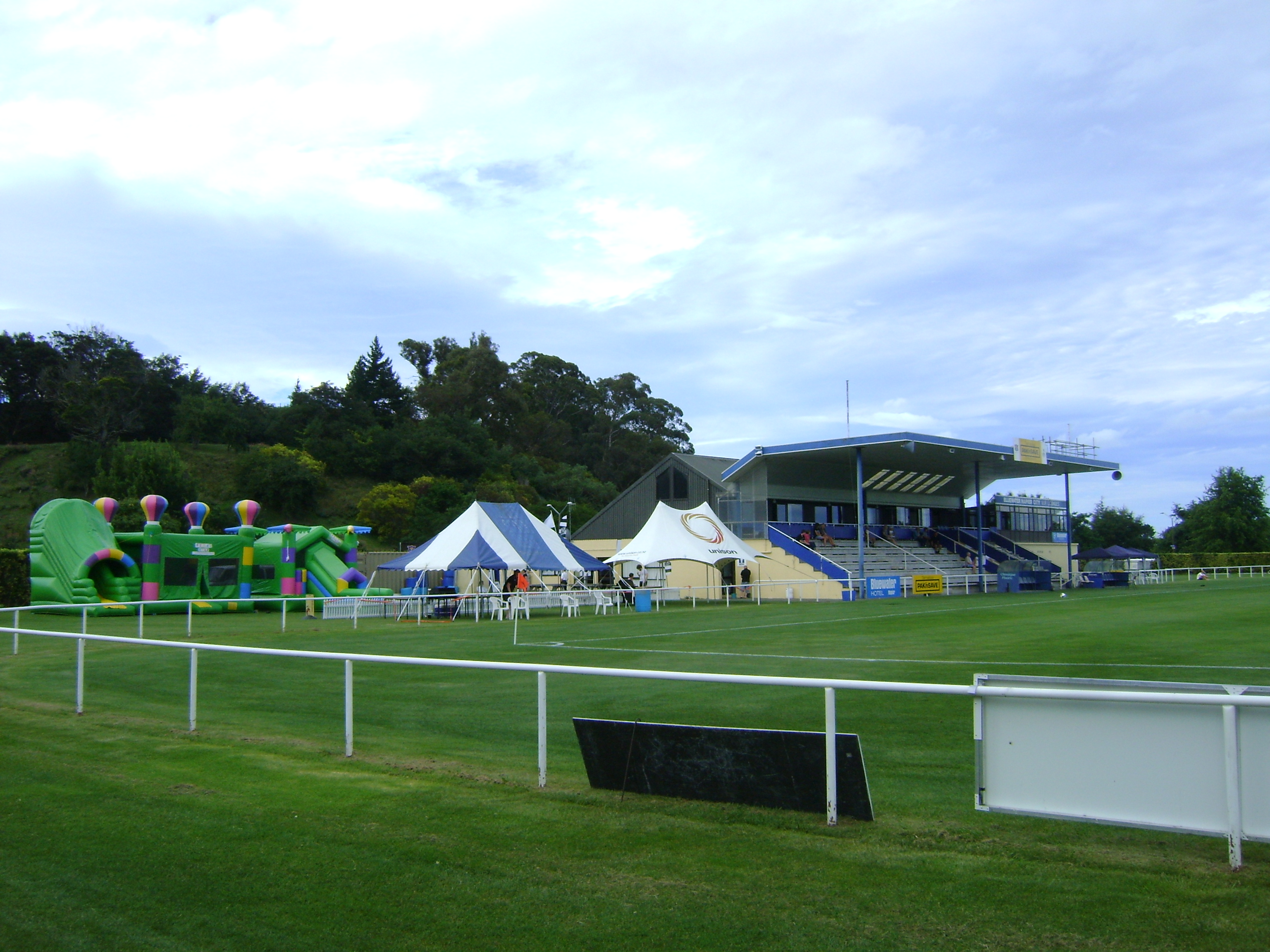
L'estadi Park Island, on juga el Hawke's Bay United

El Hawke's Bay United va ser fundat el 2005 a partir d'equips semiprofessionals de la regió de Hawke's Bay. L'equip històricament ha quedat entre les últimes posicions del Campionat de Futbol de Nova Zelanda cada temporada i mai s'ha classificat per a cap torneig internacional com ara la Lliga de Campions de l'OFC.
Posicions en el campionat d'ençà que participa en el Campionat de Futbol de Nova Zelanda:
- 2005-06: 8è.[1]
- 2006-07: 6è.[2]
- 2007-08: 4t.[3]
- 2008-09: 5è.[4]
- 2009-10: 7è.[5]
- 2010-11: 5è.[6]
- 2011-12: 5è.

## Jugadors actuals
Plantilla confirmada com a la plantilla 2012-13.
| N. | Pos. | Nac. | Jugador            |
| -- | ---- | --- | ------------------ |
| 1  | POR  | [[Fitxer:Flag of New Zealand.svg\|23x15px\|border \|alt=Nova Zelanda\|link=Selecció de futbol de Nova Zelanda\|{{#if:\|]] | Richard Gillespie  |
| 2  | DEF  | [[Fitxer:Flag of England.svg\|23x15px\|border \|alt=Anglaterra\|link=Selecció de futbol d'Anglaterra\|{{#if:\|]]          | Aaron Jones        |
| 3  | DEF  | [[Fitxer:Flag of New Zealand.svg\|23x15px\|border \|alt=Nova Zelanda\|link=Selecció de futbol de Nova Zelanda\|{{#if:\|]] | Josh Margetts      |
| 4  | DEF  | [[Fitxer:Flag of New Zealand.svg\|23x15px\|border \|alt=Nova Zelanda\|link=Selecció de futbol de Nova Zelanda\|{{#if:\|]] | Danny Wilson       |
| 5  | DEF  | [[Fitxer:Flag of England.svg\|23x15px\|border \|alt=Anglaterra\|link=Selecció de futbol d'Anglaterra\|{{#if:\|]]          | Bill Robertson (c) |
| 6  | MIG  | [[Fitxer:Flag of England.svg\|23x15px\|border \|alt=Anglaterra\|link=Selecció de futbol d'Anglaterra\|{{#if:\|]]          | Stephen Hindmarch  |
| 7  | MIG  | [[Fitxer:Flag of New Zealand.svg\|23x15px\|border \|alt=Nova Zelanda\|link=Selecció de futbol de Nova Zelanda\|{{#if:\|]] | Matt Hastings      |
| 8  | MIG  | [[Fitxer:Flag of New Zealand.svg\|23x15px\|border \|alt=Nova Zelanda\|link=Selecció de futbol de Nova Zelanda\|{{#if:\|]] | Cole Peverley      |
| 9  | DAV  | [[Fitxer:Flag of New Zealand.svg\|23x15px\|border \|alt=Nova Zelanda\|link=Selecció de futbol de Nova Zelanda\|{{#if:\|]] | Jarrod Smith       |
| 10 | DAV  | [[Fitxer:Flag of New Zealand.svg\|23x15px\|border \|alt=Nova Zelanda\|link=Selecció de futbol de Nova Zelanda\|{{#if:\|]] | Stephen Hoyle      |
| 11 | MIG  | [[Fitxer:Flag of England.svg\|23x15px\|border \|alt=Anglaterra\|link=Selecció de futbol d'Anglaterra\|{{#if:\|]]          | Connor Tinnion     |
| 12 | MIG  | [[Fitxer:Flag of New Zealand.svg\|23x15px\|border \|alt=Nova Zelanda\|link=Selecció de futbol de Nova Zelanda\|{{#if:\|]] | Harley Rodeka      |

| N. | Pos. | Nac. | Jugador           |
| -- | ---- | --- | ----------------- |
| 15 | DEF  | [[Fitxer:Flag of New Zealand.svg\|23x15px\|border \|alt=Nova Zelanda\|link=Selecció de futbol de Nova Zelanda\|{{#if:\|]] | Ross Haviland     |
| 16 | DAV  | [[Fitxer:Flag of New Zealand.svg\|23x15px\|border \|alt=Nova Zelanda\|link=Selecció de futbol de Nova Zelanda\|{{#if:\|]] | Sean Lovemore     |
| 17 | DEF  | [[Fitxer:Flag of New Zealand.svg\|23x15px\|border \|alt=Nova Zelanda\|link=Selecció de futbol de Nova Zelanda\|{{#if:\|]] | Fergus Neil       |
| 18 | DAV  | [[Fitxer:Flag of New Zealand.svg\|23x15px\|border \|alt=Nova Zelanda\|link=Selecció de futbol de Nova Zelanda\|{{#if:\|]] | Dakota Lucas      |
| 19 | MIG  | [[Fitxer:Flag of New Zealand.svg\|23x15px\|border \|alt=Nova Zelanda\|link=Selecció de futbol de Nova Zelanda\|{{#if:\|]] | Rudi Bauerfiend   |
| 21 | MIG  | [[Fitxer:Flag of New Zealand.svg\|23x15px\|border \|alt=Nova Zelanda\|link=Selecció de futbol de Nova Zelanda\|{{#if:\|]] | Matt Bruin        |
| 22 | DAV  | [[Fitxer:Flag of New Zealand.svg\|23x15px\|border \|alt=Nova Zelanda\|link=Selecció de futbol de Nova Zelanda\|{{#if:\|]] | Angus Kilkolly    |
| 23 | DAV  | [[Fitxer:Flag of New Zealand.svg\|23x15px\|border \|alt=Nova Zelanda\|link=Selecció de futbol de Nova Zelanda\|{{#if:\|]] | Luke Chapman      |
| 24 | DEF  | [[Fitxer:Flag of New Zealand.svg\|23x15px\|border \|alt=Nova Zelanda\|link=Selecció de futbol de Nova Zelanda\|{{#if:\|]] | Tui Kennedy       |
| 25 | MIG  | [[Fitxer:Flag of New Zealand.svg\|23x15px\|border \|alt=Nova Zelanda\|link=Selecció de futbol de Nova Zelanda\|{{#if:\|]] | Bjorn Christensen |
| 26 | POR  | [[Fitxer:Flag of New Zealand.svg\|23x15px\|border \|alt=Nova Zelanda\|link=Selecció de futbol de Nova Zelanda\|{{#if:\|]] | Danyon Drake      |